# Incahuasi (Ayacucho)
Incahuasi (en quechua: inka wasi, en español: "casa Inca"), es un sitio arqueológico en Perú. Se encuentra ubicado en el distrito de Pullo, provincia de Parinacochas al sureste del departamento de Ayacucho.